# Icône jitié

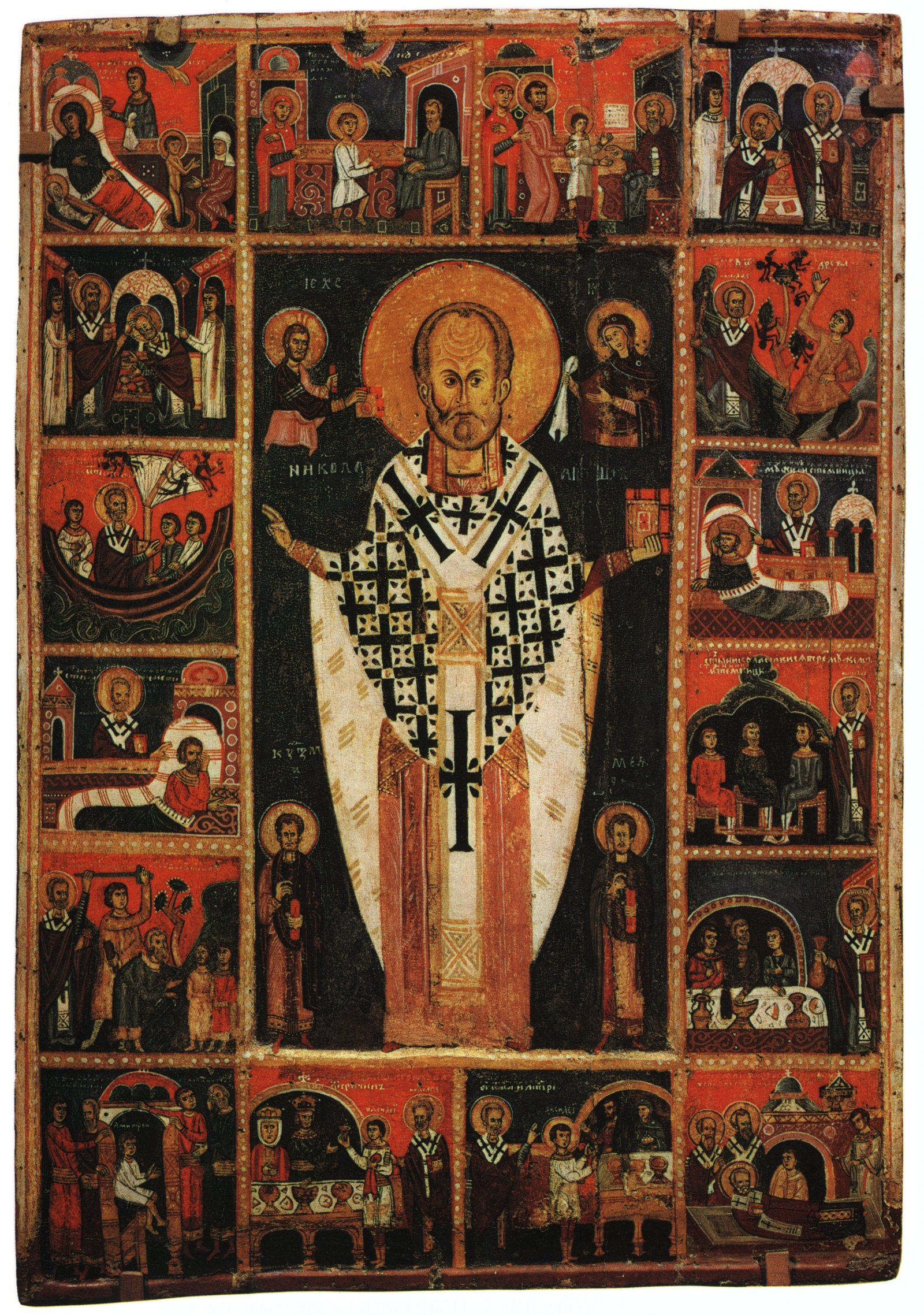
Icône jitié de Saint Nicolas thaumaturge Икона Святой Николай Чудотворец с житием, 14 в., Русский музей

Une icône jitié ou icône hagiographique (en russe : Жити́йная икона, jitinaia ikona) est une icône dont le centre est occupé par la représentation d'un saint ou de la vie d'un saint, tandis que les polés sur les côtés sont occupés par des bordures de petits compartiments appelés kleimos ou "mesta". Dans ces derniers figurent des épisodes de la vie du saint.
Les premières icônes jitié datent du IXe siècle. La plupart ont été réalisées au XIIe siècle et XIIIe siècle, et proviennent souvent du Monastère Sainte-Catherine du Sinaï dans la péninsule égyptienne du Sinaï. Elles sont fréquemment de grande dimension et représentent, dans des chapelles ou églises dédiées aux saints, des sujets qui concernent leur vie.
Il existe aussi des kleimos qui représentent des scènes de la vie d'un saint, sans qu'il y ait de rapport avec l'image centrale de l'icône. L'icône jitié a une signification religieuse particulière du fait qu'elle représente la vie du saint, mais également les miracles qui se sont produits après sa mort attribués, par les croyants, à son intercession. Elles font découvrir une image du saint dans l'éternité en expliquant l'essence même de sa vie. Ainsi, le saint, dont le visage est tracé au milieu de l'icône, est représenté comme un vainqueur, qui a surmonté les épreuves imposée par la vie, et à qui il est rendu honneur, tandis que les kleimos forment autour de lui une couronne de gloire. Les scènes des kleimos sont parfois accompagnées d'écrits explicatifs. Apparues au IXe siècle à Byzance, l'icône jitié s'est répandue ensuite en Russie, dans les Balkans et en Italie.
Ces icônes peuvent encore représenter, non seulement des saints, mais aussi la Vierge Marie.